# Passiflora rosea
Passiflora rosea är en passionsblomsväxtart som först beskrevs av Karsten, och fick sitt nu gällande namn av Ellsworth Paine Killip. Passiflora rosea ingår i släktet passionsblommor, och familjen passionsblomsväxter. Inga underarter finns listade i Catalogue of Life.